# بيتي دافيسون
بيتي دافيسون هي مصممة مطبوعات كندية، ولدت في 1909، وتوفيت في 2000.